# Jean Maran
Jean Maran (Rivière-Pilote, Martinica; 8 de mayo de 1920-Fort-de-France, Martinica; 9 de mayo de 2021) fue un político francés de Martinica quién sirvió en la Asamblea Nacional de Francia de 1986 a 1988. 